# Edmond Garcin
Pour les articles homonymes, voir Garcin.
Edmond Garcin, né le 24 avril 1917 à Aubagne (Bouches-du-Rhône) et mort le 13 octobre 1999 dans la même ville, est un homme politique français.

## Biographie
Edmond Garcin est le fils du cousin germain de Célestin Espanet, maire socialiste d'Aubagne de 1935 à 1941, puis de nouveau à la libération.
Fondateur des jeunesses communistes d'Aubagne en 1933, il entre l'année suivante à l'école normale et devient instituteur en 1937, année où il rejoint le PCF. Il sera ensuite directeur d'école après la guerre.
Engagé dans la résistance communiste fin 1941, il participe notamment aux combats pour la libération d'Aubagne et devient président du comité local de libération, avant d'être incorporé dans les FFI avec le grade de sous-lieutenant. À la Libération, il obtient la croix de guerre.
Rendu à la vie civile, il est élu en mai 1945 conseiller municipal d'Aubagne, et conseiller général des Bouches-du-Rhône en septembre, il est battu en 1951 par Marius Boyer.
Il devient cependant maire ajoint en 1953, après l'élection de ce dernier au poste de maire. Il le reste après le remplacement de Boyer par Yves Chouquet.
En 1956, il est candidat aux législatives sur la liste communiste, en position non-éligible.
De nouveau conseiller général en 1958 (il le reste jusqu'en 1976, année où il ne se représente pas), puis premier adjoint d'Aubagne en 1959, il est élu maire en 1965,.
De 1962 à 1986, il est député de la 6e circonscription des Bouches-du-Rhône,,,,,.
De même, il conserve son fauteuil de maire jusqu'à ce qu'il démissionne, en cours de mandat, en février 1987. Son premier adjoint, Jean Tardito, prend sa succession.
Figure locale très populaire, Edmond Garcin a cependant été relativement tenu à l'écart des centres de décision du parti. Ses seules fonctions y furent de sièger à la commission de contrôle financier fédérale de 1951 à 1961, puis au comité fédéral jusqu'en 1963.
Edmond Garcin meurt le 13 octobre 1999 à l'âge de 82 ans,.
Après sa mort, le centre hospitalier d'Aubagne est baptisé centre hospitalier Edmond-Garcin.

## Sources
- Ressources relatives à la vie publique :   - Archives électorales de Sciences Po
  - Maitron
  - Base Sycomore